# Guitars
Guitars è un album in studio di Mike Oldfield pubblicato nel 1999 da Warner Bros. Records in formato CD e musicassetta.

## Il disco
Nell'album vengono utilizzate esclusivamente delle chitarre. Tra le altre vengono utilizzate delle chitarre Roland dotate di interfacce MIDI, con le quali è stato pilotato un campionatore che imita strumenti a percussione.
Il pezzo Four Winds è una composizione in quattro parti, ognuna delle quali è una descrizione musicale dei quattro punti cardinali Nord, Sud, Est e Ovest.

## Tracce
1. Muse – 2:12
2. Cochise – 5:15
3. Embers – 3:51
4. Summit Day – 3:46
5. Out of Sight – 3:48
6. B. Blues – 4:30
7. Four Winds – 9:32
8. Enigmatism – 3:32
9. Out of Mind – 3:46
10. From the Ashes – 2:28